# Порочный круг
Порочный круг (лат. circulus vitiosus), логический круг — замкнутая последовательность событий, которая подкрепляется петлёй обратной связи, с каждой итерацией усиливающей производимый негативный эффект. Противоположностью порочного круга является добродетельный круг, при котором циклически усиливается положительный эффект. Порочный круг в краткосрочной перспективе не стремится к равновесию и требует внешних воздействий для своего прекращения — «разрыва порочного круга».
Порочный круг часто используется сознательно как демагогический приём. В этом значении выражение получило распространение как фразеологизм.
- Порочный круг в определении (лат. circulus in definiendo) — ситуация, при которой определение предмета включает в себя свойства самого предмета. Классический пример порочного круга в определении обыгран Станиславом Лемом (см. Сепульки). Примером порочного круга в определении также может служить рекурсивный акроним.
- Порочный круг в доказательстве — круговое рассуждение (лат. circulus in probando) — использование при доказательстве утверждения самого утверждения или его следствий. Классический пример — попытки доказательства аксиомы параллельности Евклида.

Выражение часто используется в гуманитарных науках для обозначения явлений «рекурсии» и «положительной обратной связи», приводящих к нежелательным результатам. Похожий смысл имеет также выражение «замкнутый круг».
В русских текстах иногда используются и латинские наименования порочного круга, в особенности, когда хотят указать его конкретную разновидность.

## Порочный круг в жизни
В реальной жизни также встречаются примеры порочного круга. Например:
- Порочный круг бедности
- В некоторых отраслях хозяйства, чтобы получить работу по специальности, человек должен иметь опыт работы по ней, но чтобы иметь такой опыт, он должен эту работу где-то получить.
- В СССР, чтобы получить прописку в крупном городе, человек должен был работать. Чтобы устроиться на работу, нужна была прописка (реально этот порочный круг разрывался введением лимита прописки). При этом прописка давалась человеку автоматически по месту рождения[1], таким образом коренной житель крупного города таких неудобств не испытывал.

## Порочный круг в психологии
- Порочный круг присутствует в физиологическом механизме развития аддикций[2].

## Порочный круг в художественных произведениях

### Кинематограф
- В фильме «Распутник»[3] Дидро на протяжении всего фильма пишет, рвёт и переписывает статью «Мораль». Наконец, между ним и его помощником происходит следующий разговор:

— Скажи, что мы написали в разделе «Этика» в предыдущих томах?

— Мы написали… «Смотреть главу „Мораль“»

— Хорошо! Вот что ты напишешь в главе «Мораль»: «Мораль — смотреть главу „Этика“»

— Но…

— Не спорить!